# Aleksandar Simić (calciatore)
Aleksandar Simić (in serbo Александар Cимић?; Belgrado, 31 gennaio 1980) è un ex calciatore serbo, di ruolo centrocampista.

## Carriera

### Club
Ha giocato nella massima serie dei campionati serbo e greco, e nella seconda divisione francese.